# Christiane Dosne de Pasqualini
Christiane Dosne (Saint-Denis, 9 de febrero de 1920-Buenos Aires, 23 de diciembre de 2022) fue una investigadora científica francesa radicada en Argentina, especializada en medicina experimental en leucemia. Nació en Francia, vivió en Canadá y luego emigró a Argentina, donde adquirió la nacionalidad. Se desempeñó asimismo como investigadora del CONICET (1963-2002).

## Origen
Nació el 9 de febrero de 1920 en Saint-Denis, un suburbio parisino. Hija de René Dosne (1892-1980) y Marguerite Chevalier (1897-1983) quienes se casaron en 1919 y tuvieron además otros dos hijos, James y Francis, y otra hija, Sergine. En 1926 la familia emigró a Canadá y se instaló en Hawkesbury, donde René Dosne se desempeñó como director del laboratorio de investigación de la empresa Canadian Pulp and Paper Company.
Es nieta de Paul Dosne (1855-1921), un ingeniero químico e inventor cuyos descubrimientos se orientaban a los colorantes para textiles pero también a la fotografía y cinematografía. Christiane Dosne reconoció en su abuelo una influencia en la inclinación por la investigación.

## Estudios en Canadá
Mientras permaneció en Canadá fue educada en un convento de monjas francocanadienses de la congregación Soeurs d`Youville. La institución no consideraba que los estudios científicos fueran apropiados para las mujeres por lo que Christiane, siguiendo sus intereses, estudió química y física en una escuela pública inglesa.
Terminó la escuela secundaria a los quince años y seguidamente fue premiada con la beca Ottawa Valley Scholarship para ir a la Universidad McGill, en Montreal. Allí se especializó en ciencia orientada hacia la Bioquímica logrando el título de Bachelor of Science Honours in Biochemestry en 1939. Durante esa época su mentor fue el profesor de Bioquímica David Thomson, quien le ofreció un cargo docente en la misma universidad, lo que permitió a Dosne librarse de pagar los aranceles universitarios y percibir un sueldo con el que independizarse de su familia.
Mientras se desempeñó como docente se inscribió a la carrera de medicina y aprobó el ingreso. En aquel entonces sólo se admitía un 10 % de matrícula femenina y fue una de las cuatro mujeres que ingresó ese año de un total de ochenta estudiantes. En septiembre de 1939 comenzó a trabajar en el laboratorio de Hans Selye, poco tiempo después abandonó la pretensión de obtener el título de médica y optó por realizar un doctorado. Los estudios de hormonas del estrés desarrollados por Seyle tuvieron influencia en el tema de su investigación doctoral. Finalmente, con un trabajo titulado The role of adrenals in general resistance (El rol de las suprarrenales en la resistencia general), obtuvo una calificación Magna cum laude y se graduó el 27 de mayo de 1942 como PhD en Medicina Experimental en la Universidad McGill.
Entre 1939 y 1942 llegó a publicar quince trabajos en conocidas revistas científicas como American Journal of Physiology, The Lancet y Anatomical Record, entre otras.

## Carrera en Argentina y despliegue internacional

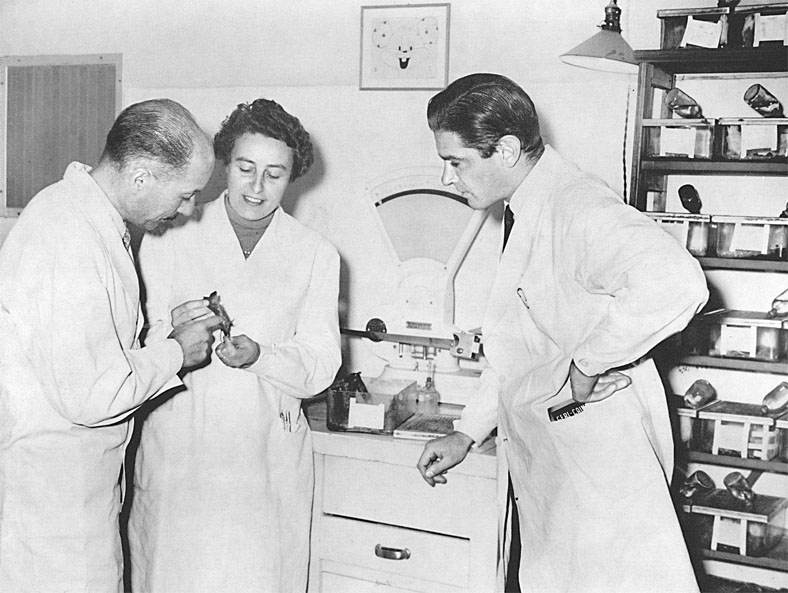

Poco tiempo antes de terminar su doctorado realizó una postulación a una beca otorgada por la Federación Canadiense de Mujeres Universitarias. Su proyecto tuvo el propósito de conseguir el financiamiento para poder trabajar en Buenos Aires junto a Bernardo Houssay o en segunda instancia, en la Universidad Yale. En marzo de 1942 fue aceptada para integrar el equipo de Houssay y el 14 de julio de ese mismo año se instaló en Buenos Aires.
Una vez en contacto con Houssay se incorporó al Instituto de Fisiología de la Facultad de Medicina de la Universidad de Buenos Aires, convirtiéndose así en la primera mujer en ingresar a la Academia Nacional de Medicina de Buenos Aires. Sus primeros trabajos siguieron las líneas de investigación de Houssay hasta que logró hacer sus propios experimentos. Allí conocería al endocrinólogo argentino Rodolfo Pasqualini, luego su esposo.
En julio de 1943 viajó a Chile por una beca de estudio para trabajar en el Departamento de Medicina Experimental en Santiago. Los experimentos realizados le permitieron publicar un artículo como autora única, Inactivation of antifibromatogenic substances (progesterone and desoxycortisone acetate) in the liver, luego traducido y publicado en castellano como Papel del hígado en el metabolismo de dos sustancias antifibromatógenas. En la misma publicación presentaría posteriormente el artículo Shock experimental y su interpretación. A partir de estos avances, obtuvo una mención honorífica en la Sociedad de Biología de Chile.
En 1944 recibió una beca para una estancia en la Universidad Yale, en la Facultad de Medicina. Allí estudió la incidencia del ácido ascórbico en el alivio del curso del shock hemorrágico ocasionado por la pérdida de sangre en exceso experimentando con cobayos. Mientras duraba este trabajo, que le llevó cinco meses de labor, publicó Standarized hemorrhagic shock in the guinea pig & The effect of ascorbic acid on hemorrhagic shock in the guinea pig.
A fines de ese año, luego de casarse con Rodolfo Pasqualini en América del Norte, regresó a Buenos Aires. Después de algunos meses de inactividad comenzó a trabajar en el Hospital Militar Central, precisamente a cargo de la Sección Shock en el Laboratorio de Fisiología Aplicada al Ejército. Allí se dedicó a continuar los estudios iniciados en Yale, experimentando sobre la inducción del shock hemorrágico en el cobayo y su tratamiento con ácido ascórbico.
En 1947 colaboró para montar el Instituto Nacional de Endocrinología, obra que le había sido encomendada a Rodolfo Pasqualini por Ramón Carrillo, ministro de Salud Pública en ese momento. Pasqualini fue nombrado director del espacio y trabajó allí junto a Dosne. Seis años después Dosne dejó su cargo en el Hospital Militar para comenzar a trabajar en la sección hematología del Instituto Modelo, además de continuar su labor en el Instituto de Endocrinología. En esta época colaboró en diecisiete trabajos que fueron presentados en la Sociedad Argentina de Biología y publicados en la revista de este mismo espacio y consistieron en experimentos con ácido ascórbico, su efecto sobre las glándulas hipófisis y suprarrenales y la acción de la implantación intraesplénica de tiroides y suprarrenales sobre la hipófisis y las gónadas.
En septiembre de 1955 Pasqualini y Dosne fueron despedidos del Instituto Modelo y del Instituto de Endocrinología. Poco tiempo después Dosne pudo recuperar su puesto en el Hospital Militar y continuó su trabajo en el laboratorio de hematología.
Hacia 1957 Dosne dio comienzo a sus estudios sobre la leucemia. Se interesó en la enfermedad y a raíz de un encuentro con Alfredo Pavlovsky, entonces director del Instituto de Investigaciones Hematológicas de la Academia Nacional de Medicina en Buenos Aires, éste le ofreció organizar la sección Leucemia Experimental en dicho instituto. Aquí Dosne fue beneficiada con la primera Beca de Investigación de la Fundación para combatir la leucemia (FUNDALEU), creada para ayudar en la investigación de esta enfermedad. En ese lugar experimentó con ratones por primera vez y logró avanzar significativamente en el estudio del padecimiento.
En 1962 ingresó a la Carrera de Investigador del Consejo Nacional de Investigaciones Científicas, CONICET, y un año más tarde abandonó el puesto en el Hospital Militar para dedicarse de lleno a la experimentación en la Sección Leucemia Experimental, que luego dirigió entre 1970 y 1983. Allí formó un primer grupo de investigación con Ezequiel Holmberg y Jorge Ferrer. Junto a ella se formaron numerosos investigadores destacados en el país y el exterior.

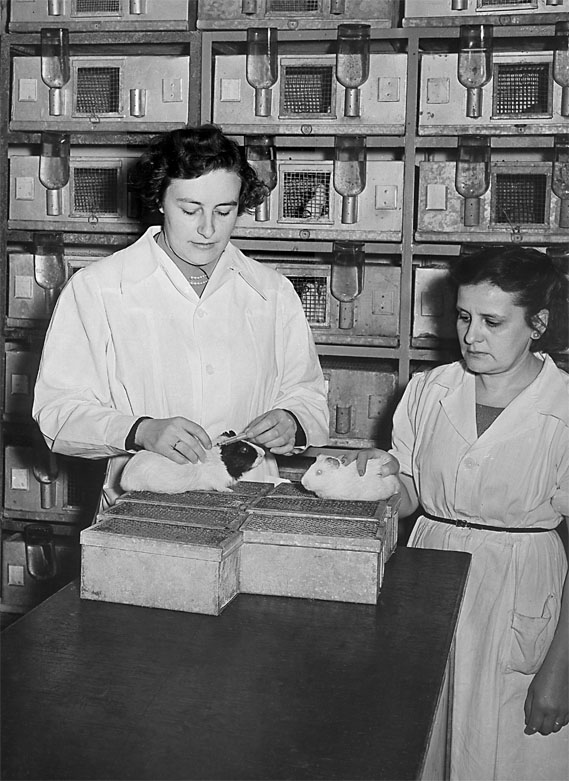

Durante 1966 participó de numerosas conferencias donde expuso sobre los temas desarrollados en la Sección Leucemia Experimental: el efecto leucemógeno y la esterilidad asociados al fósforo radioactivo. En 1967 comenzó a participar como miembro del Comité de Redacción de la revista Medicina (Buenos Aires), tarea que continuó en los años siguientes.
Fue promovida a la categoría Principal de la Carrera de Investigador del CONICET en 1973, año en el que también fue nombrada como presidenta de la Sociedad Argentina de Inmunología (SAI). 
Entre sus mayores logros figura la experimentación con ratones y modelos de cilindro de vidrio para el crecimiento de células tumorales y su correspondiente estudio. Este desarrollo fue realizado en conjunto con la bióloga Claudia Lanari. 
Fue nombrada vicepresidenta de la Asociación Argentina de Microbiología y secretaria de la Comisión Asesora de Ciencias Médicas del CONICET de 1978 a 1980.
En 1988 participó como una de las representantes argentinas en la reunión "El papel de la mujer en el desarrollo de la ciencia y la tecnología en el Tercer Mundo", organizado por la Third World Academy of Sciences. Allí estuvo junto a 212 mujeres destacadas en ciencia y tecnología provenientes de sesenta y tres países en desarrollo. En esa ocasión Dosne compartió sus estudios sobre la participación femenina en ciencias biomédicas en Argentina. Ese mismo año fue incorporada como miembro titular y vitalicio de la Academia Nacional de Medicina y en 1991, elegida para ocupar el sitial N.º 3 de la misma institución. Este logro representó un hito no sólo en la carrera de Dosne sino también en la comunidad científica femenina, ya que Dosne fue la primera mujer en ocupar este lugar. A esa altura de su carrera llevaba publicados 621 trabajos a nivel nacional e internacional.
Fue miembro del Comité Editorial de la revista Medicina desde 1967 e investigadora emérita del CONICET desde el 2002. Contó con más de medio siglo de experimentación ininterrumpida, con foco en determinar el origen de las células cancerosas y comprender la función bivalente del sistema inmune durante el crecimiento tumoral.
Escribió diversos libros, entre los que destacan sus autobiografías Una beca con Houssay. De Canadá a la Academia Nacional de Medicina (2013), Quise lo que hice. Autobiografía de una investigadora científica (2007) y En busca de la causa del Cáncer (2015).

## Premios, reconocimientos y nombramientos
Entre los numerosos premios que ha ganado, se destacan el Premio Konex de Ciencias Biomédicas en 1993 (jurado en 2003 y honor en 2023) y el premio UNIFEM-NOEL (Los Ángeles) por su trayectoria en 1995, junto con la Madre Teresa y otras personalidades.
- Premio 45.º Aniversario de LALCEC, Liga Argentina de Lucha contra el Cáncer en cinco oportunidades. Buenos Aires, Argentina.
- Premio a la Trayectoria - FUNDALEU - 1965. Argentina.
- Consejera Argentina de la Sociedad Internacional de Hematología - 1966. Australia.
- Premio Venus Dorada categoría Ciencia - Círculo Femenino - 1969. Argentina.
- Premio KONEX - Mérito en Biomedicina Básica - 1993. Buenos Aires, Argentina.
- Premio UNIFEM-NOEL - Trayectoria - 1995. Los Ángeles, Estados Unidos.
- Mujeres Destacadas en el Ámbito Nacional - Honorable Cámara de Diputados de la Nación - 1995. Argentina.
- Investigadora Emérita del CONICET - 2002. Argentina.
- Mujeres Destacadas de la Salud, Reconocimiento a la Trayectoria 2005 Categoría Científica. - 2005. Buenos Aires, Argentina.
- Personalidad destacada de las Ciencias Médicas 2018[21]
- Premio Konex de Honor - 2023. Buenos Aires, Argentina.

## Publicaciones
- Una beca con Houssay. De Canadá a la Academia Nacional de Medicina (2013)
- Quise lo que hice. Autobiografía de una investigadora Científica (2007)
- En busca de la causa del Cáncer (2015)
- Enjoying research from Canada to Argentina (2015)

## Vida privada

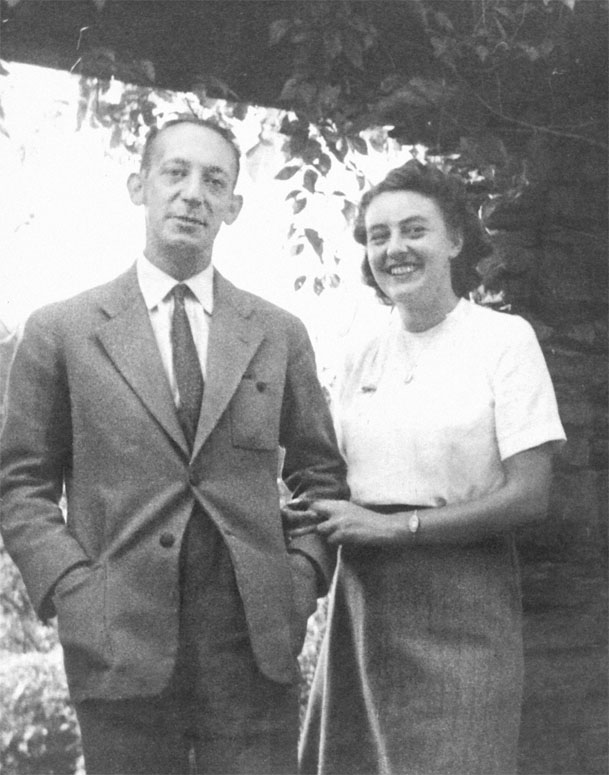

Se casó en 1944 con Rodolfo Pasqualini (Buenos Aires, 20 de mayo de 1909-Buenos Aires, 12 de marzo de 2004) médico endocrinólogo e investigador, integrante del grupo de amistades con el que se vinculó Dosne al comenzar su trabajo en América del Sur. Tuvieron cinco hijos, Diana y Titania (1947), Rodolfo Sergio (1948), Enrique Emilio (1951) y Héctor (1953). Pasqualini no sólo fue su pareja sino que compartieron la pasión por la investigación y la ciencia, realizando carrera juntos. 
Mantuvo un epistolario constante con sus familiares, especialmente su madre. A raíz de estas cartas pudo reconstruir gran parte de su biografía. 

## Una obra sobre su vida
Christiane. Un bio-musical científico es un homenaje en vida a Christiane Dosne creado por su nieta, Belén Pasqualini. La multipremiada obra, basada en la autobiografía de Dosne Quise lo que hice, es un recorrido entre el teatro y el musical que cuenta el periplo de la científica desde que dejó su tierra natal. En ella se asiste a las tensiones entre la vocación científica y el deseo de una vida familiar. Desde su estreno en febrero de 2017, se presentó más de 220 veces en Argentina, Latinoamérica, Estados Unidos, España y Portugal, así como, de manera virtual.